# 101 Helena
För andra betydelser, se Helena.
101 Helena är en asteroid upptäckt 15 augusti 1868 av den kanadensisk-amerikanske astronomen James Craig Watson i Ann Arbor. Asteroiden har fått sitt namn efter Helena av Troja inom grekisk mytologi.